# Shenzhen Open
Shenzen Open este un turneu WTA International și ATP din China care se desfășoară în luna ianuarie.          
| ATP World Tour | ATP World Tour            |
| -------------- | ------------------------- |
| Categorie      | ATP World Tour 250 series |
| Tablou         | 28S / 16Q / 16D           |
| Premiu în bani | US$760,300 (2018)         |

| WTA Tour       | WTA Tour          |
| -------------- | ----------------- |
| Categorie      | WTA International |
| Tablou         | 32S / 16Q / 16D   |
| Premiu în bani | US$626,750 (2018) |